# The Transformation of Virginia, 1740-1790
The Transformation of Virginia, 1740-1790 (en français La Transformation de la Virginie, 1740-1790) est un essai de l'historien australien Rhys Isaac, publié aux éditions University of North Carolina Press. Le livre relate les changements religieux et politiques survenus sur le demi-siècle étudié, en ce qui concerne l'histoire de la Virginie. Il s'intéresse particulièrement au passage d'un système culturel de type patriarcal, à un plus grand accent mis sur le bien commun.
Cet ouvrage a valu à son auteur le prix Pulitzer d'histoire en 1983.

## Éditions
- The Transformation of Virginia, 1740–1790, Chapel Hill, University of North Carolina Press, 462 p.  (ISBN 978-0807848142)